# Южный Ниас
Южный Ниас (индон. Nias Selatan) — округ в провинции Северная Суматра. Административный центр — город Телук-Далам. Помимо южной части острова Ниас под юрисдикцией округа находятся также расположенные южнее острова Бату.

## История
Округ был выделен в 2003 году из округа Ниас.

## Население
Согласно оценке 2010 года, на территории округа проживало 289 876 человек.

## Административное деление
Округ делится на следующие районы:
- Амандрая
- Арамо
- Фанаяма
- Гомо
- Хибала
- Хилимегай
- Лахуса
- Мазино
- Лоломатуа
- Лоловау
- Маниамоло
- Мазо
- Пулау-пулау Бату
- Пулау-пулау Бату Тимур
- Сусуа
- Телук Далам
- Тома
- Умбунаси